# Cecil W. Stoughton

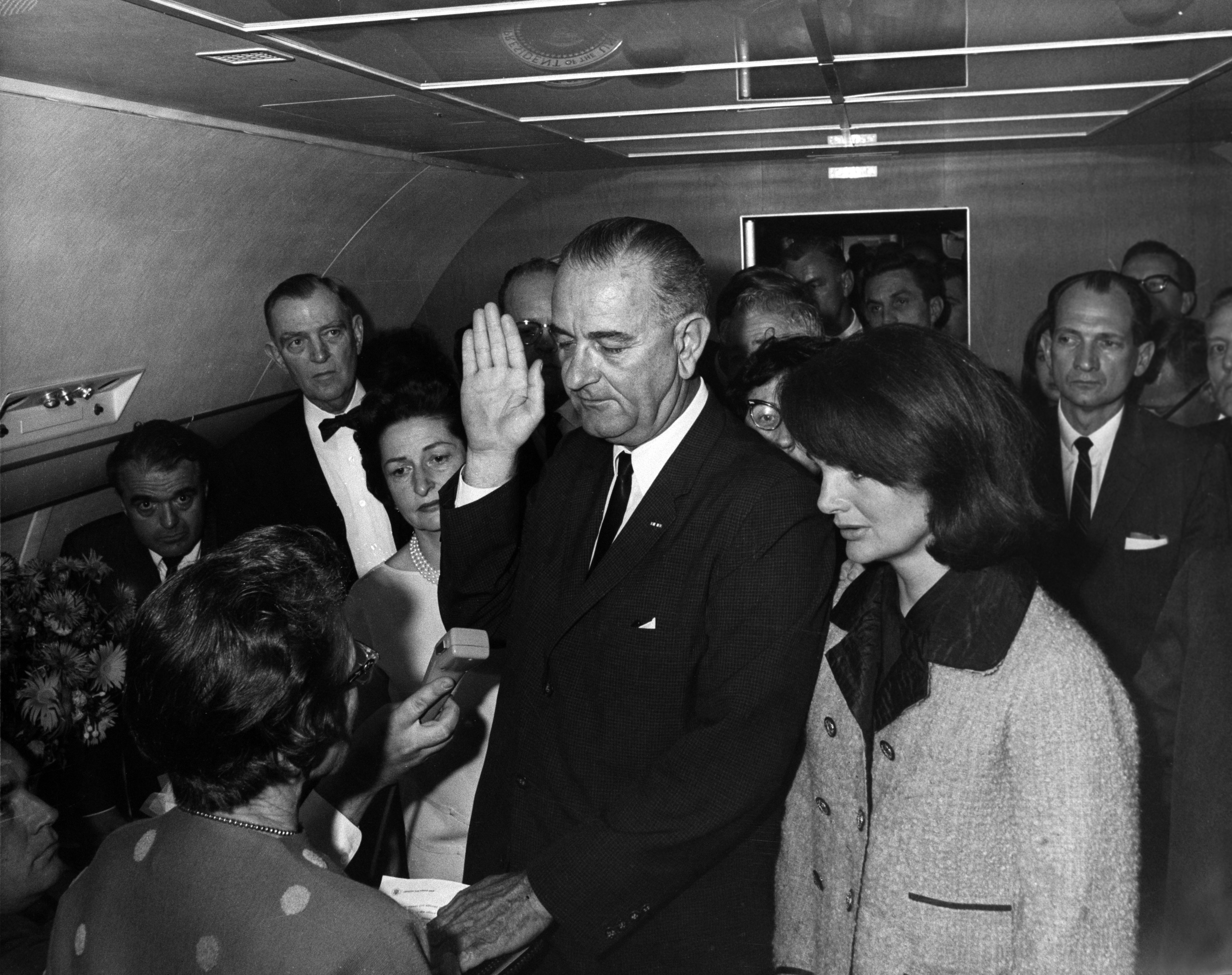
Stoughtonova ikonická fotografie Lyndona B. Johnsona, který skládá přísahu prezidenta po atentátu na Kennedyho, 22. listopadu 1963

Cecil William Stoughton (18. ledna 1920 Oskaloosa, Iowa – 3. listopadu 2008 Merritt Island, Florida) byl americký fotograf, který byl jmenován prvním hlavním oficiálním fotografem Bílého domu, prezidenta Johna F. Kennedyho v období 1961–1963 a prezidenta Lyndona B. Johnsona v období 1963–1965. Stoughton byl ve chvíli atentátu na Kennedyho poblíž na motocyklu a následně pořídil fotografii Lyndona B. Johnsona na palubě Air Force One během jeho prezidentské přísahy.

## Životopis
Stoughton se narodil 18. ledna 1920 ve městě Oskaloosa ve státu Iowa.
Během druhé světové války byl přidělen k First Motion Picture Unit. Byl kapitánem armádního spolku Signal Corps, když byl přidělen do agentury Army Signal Agency spadající pod Bílý dům. V roce 1961 ho jmenoval John F. Kennedy do funkce prvního hlavního oficiálního fotografa. Stoughtonovy zákulisní obrazy Johna, Jacqueliny a jejich dětí v jejich veřejném a osobním životě byly klíčové pro utváření veřejného pohledu na americkou první rodinu. Během 34 měsíců od Kennedyho inaugurace až po jeho zavraždění pořídil více než 8000 fotografií.
Stoughton pořídil známou fotografii, na které jsou spolu John F. Kennedy, Robert Kennedy a Marilyn Monroe. Stoughton byl 22. listopadu 1963 ve chvíli atentátu na Kennedyho poblíž na motocyklu a byl následně jediným fotografem na palubě Air Force One směřujícím z Dallasu do Washingtonu. Lyndon B. Johnson ještě v letadle složil prezidentskou přísahu a nastoupil tak místo po zavražděném Johnu F. Kennedym. Stoughton věděl, že emoce jsou v tu chvíli velmi trpké, ale navrhl zachytit „moment, kdy se tvoří historie... myslím, že bychom to měli mít.“ Jeho fotografie zobrazuje Johnsona se zvednutou rukou v přísaze, zatímco on stál mezi jeho manželkou Lady Bird Johnsonovou a Jacqueline Kennedyovou, která ještě stále byla potřísněna krví. Tato fotografie je spolu s mnoha dalšími součástí sbírek knihovny a muzea Lyndon Baines Johnson Library and Museum.
V roce 2008 se Stoughton objevil v televizním seriálu Antiques Roadshow, kde vyprávěl svůj příběh a ukazoval fotografie ze své osobní sbírky, včetně fotografie Johnsonovy přísahy podepsanou samotným Johnsonem a fotografii z Oválné pracovny, když Johnson fotografii své přísahy podepisoval. Všechny položky dohromady byly ohodnoceny na 75.000 dolarů. Dva roky po jeho smrti byla v aukci prodána velká sbírka jeho fotografií. Ta obsahovala také snímek Johnsonovy inaugurace a cena se vyšplhala na 151.000 dolarů.
Stoughton zemřel na ostrově Merritt na Floridě 3. listopadu 2008 ve věku 88 let na komplikace po náhradě kyčelního kloubu, a byl pohřben na národním hřbitově v Arlingtonu.
Stovky jeho snímků spadají do kategorie public domain a jsou k dispozici na úložišti obrázků Wikimedia Commons.

## Galerie

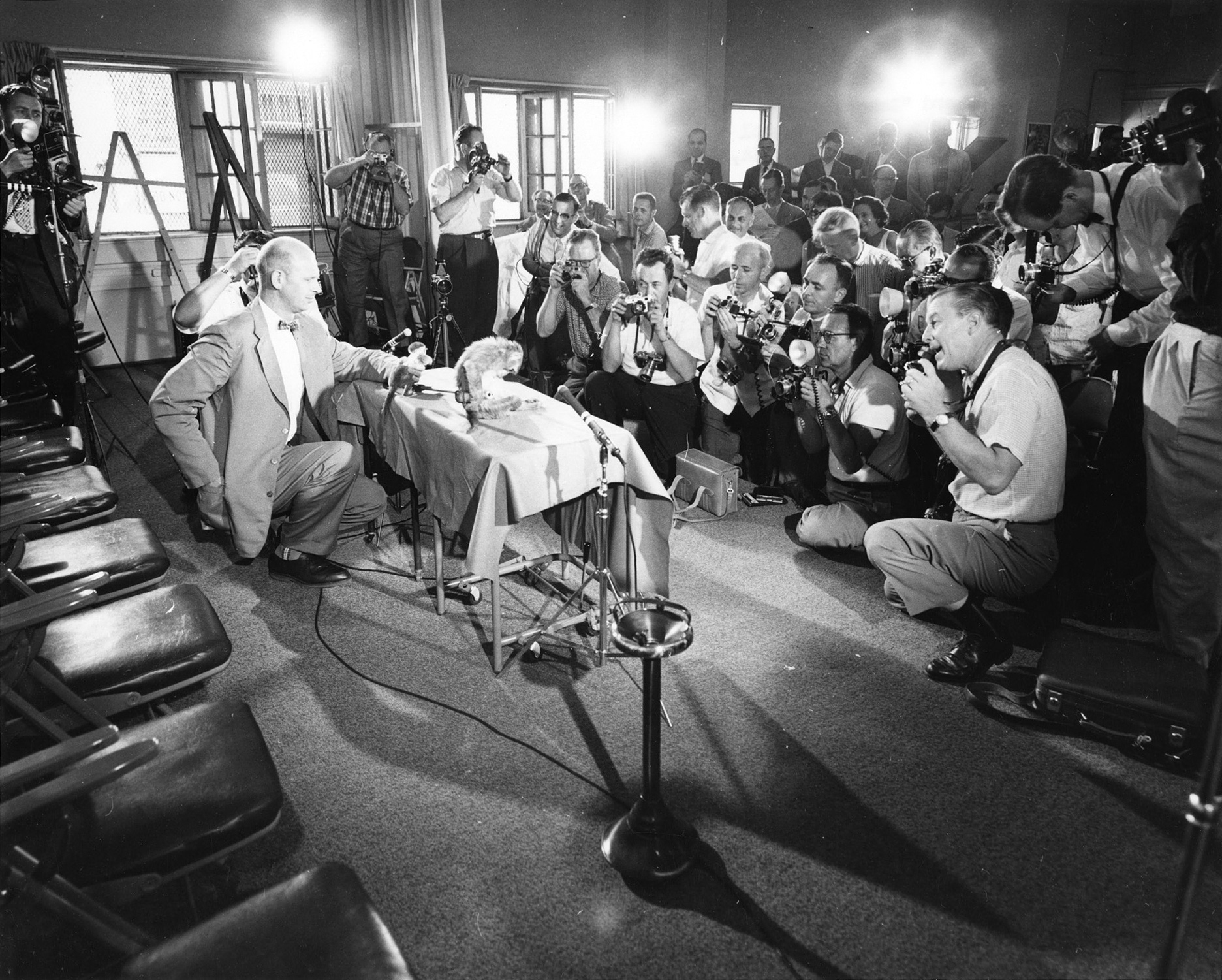
Donald Stullken, US Navy School of Aviation Medicine, Pensacola na Floridě, představuje na tiskové konferenci NASA opičky "Able" a "Baker" po návratu z vesmíru, 30. května 1959.
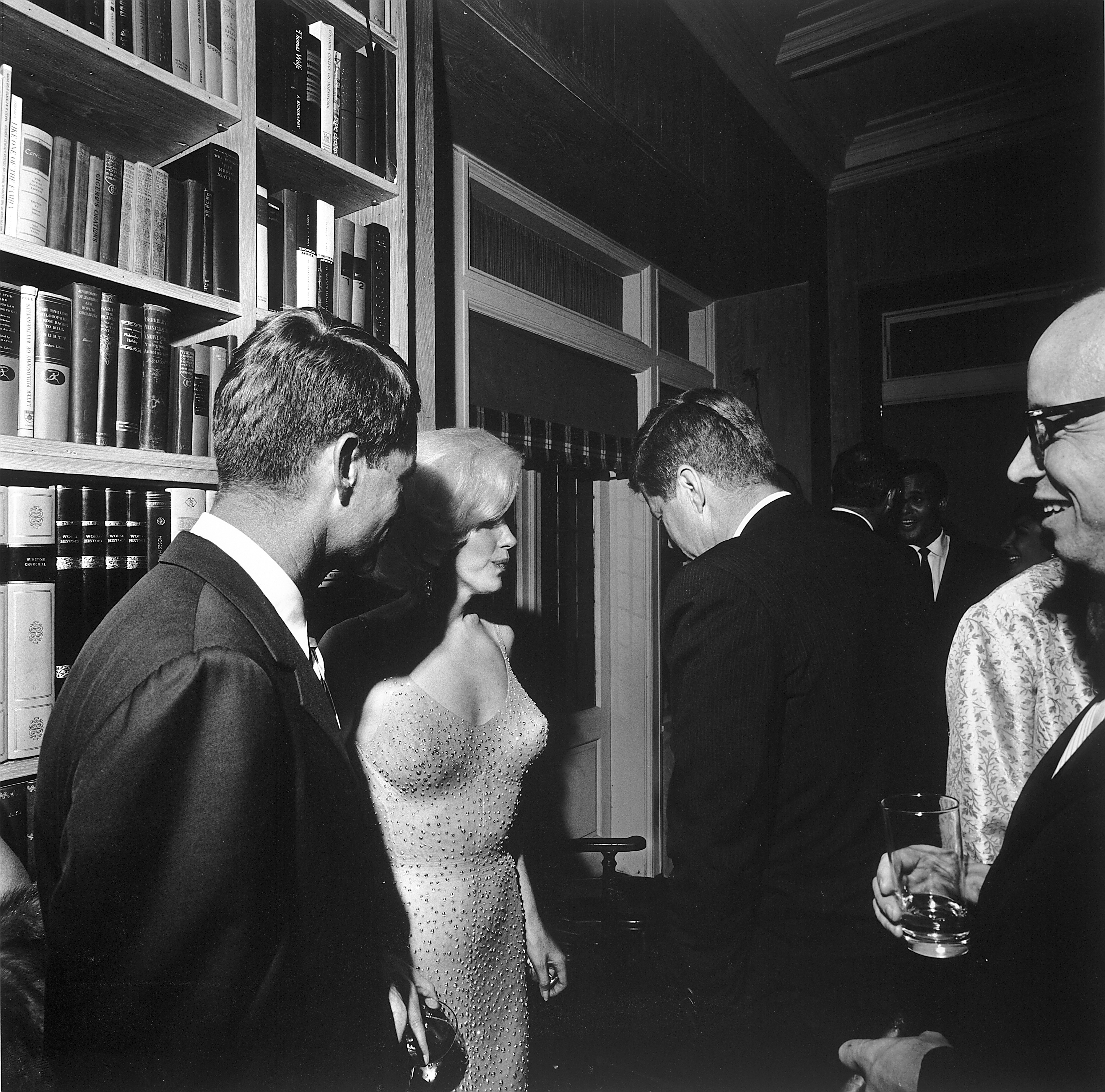
Prezident John F. Kennedy (zády k fotoaparátu), americký generální prokurátor Robert Kennedy (zcela vlevo) a herečka Marilyn Monroe, u příležitosti 45. narozenin prezidenta Kennedyho na Madison Square Garden v New Yorku. Arthur M. Schlesinger je vzadu vpravo, vzadu je zpěvák Harry Belafonte, 19. května 1962.
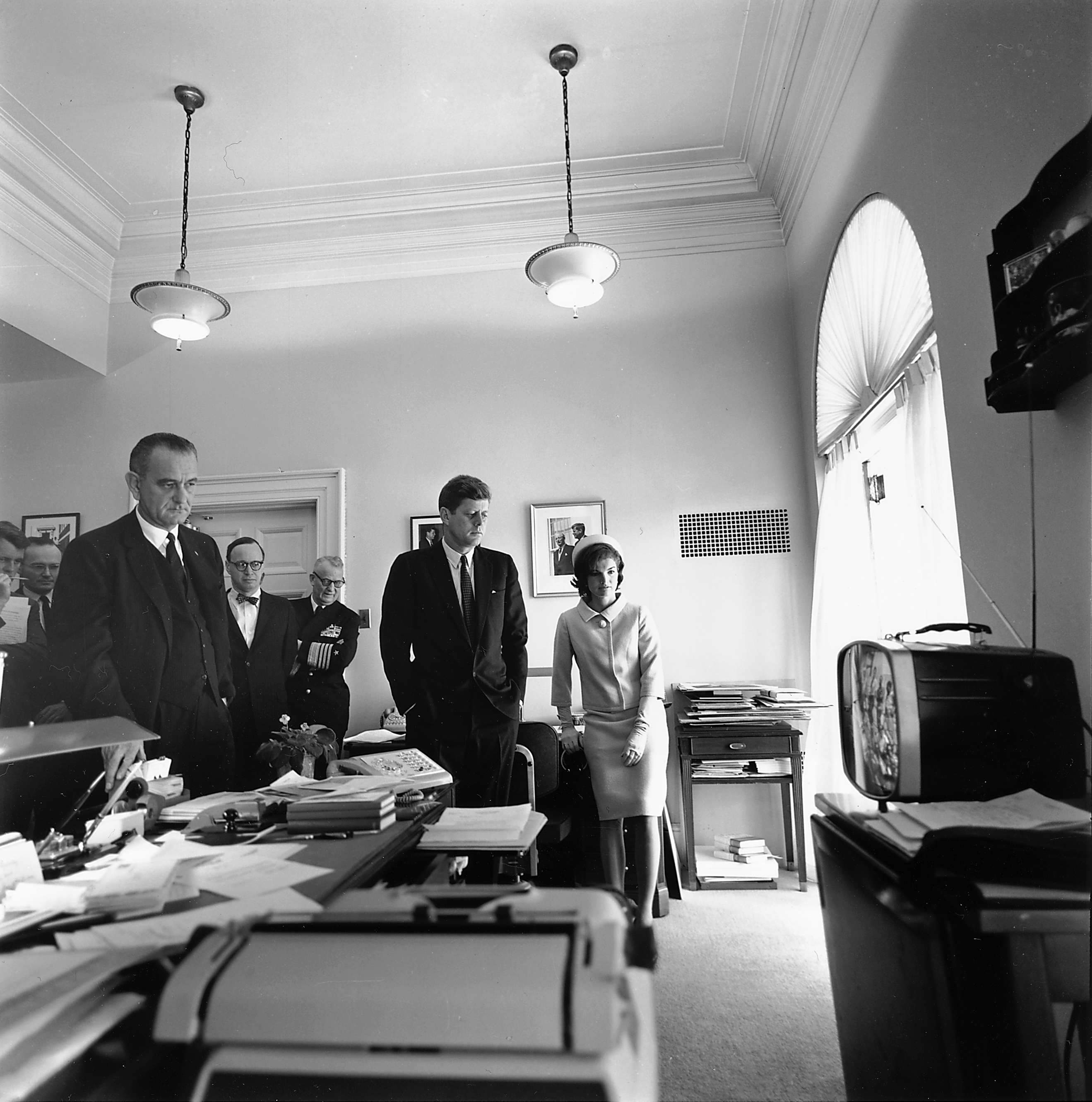
John F. Kennedy, Lyndon B. Johnson, Jacqueline Kennedy a další sledují let astronauta Alana Sheparda v televizi, 5. května 1961.
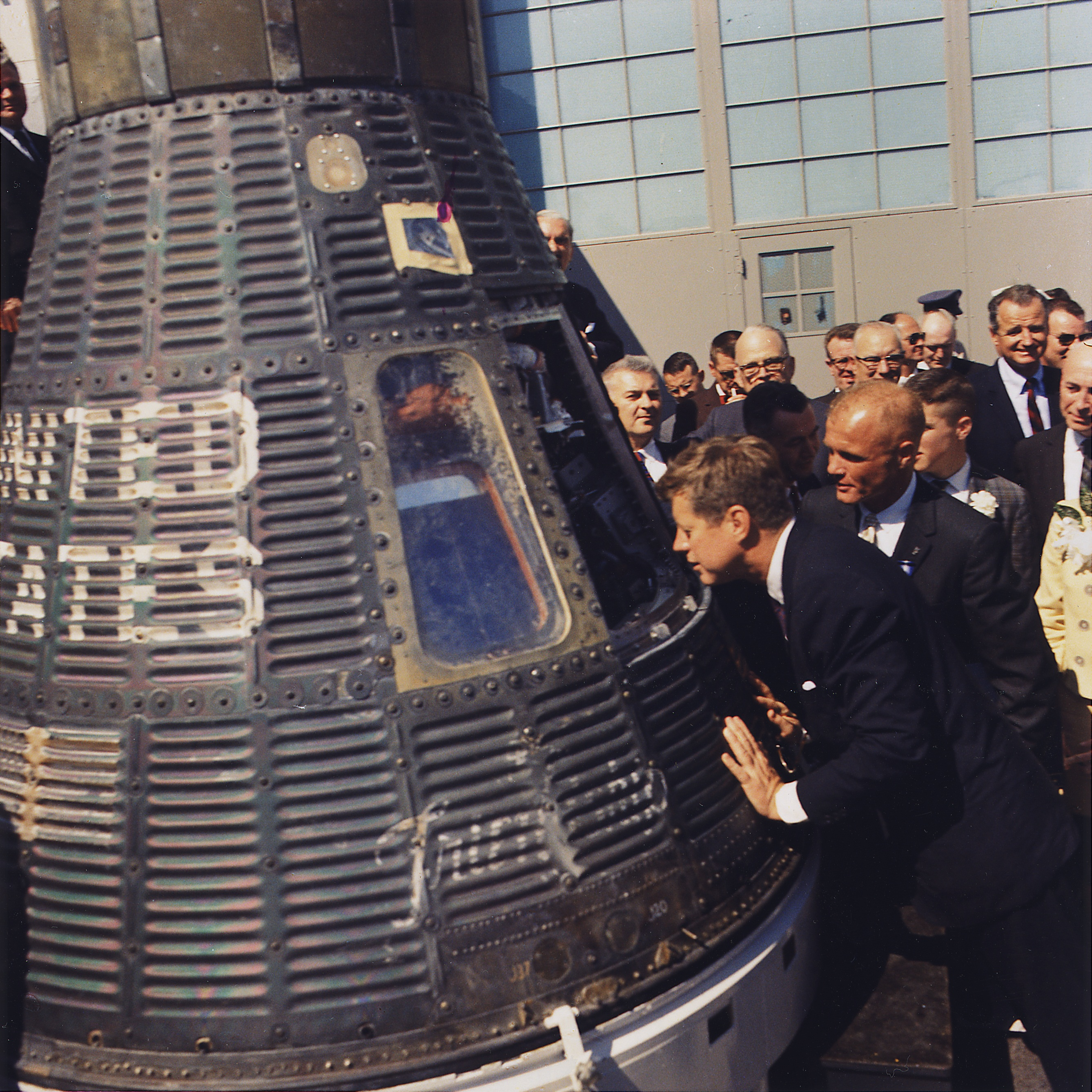
Prezident John F. Kennedy si prohlíží kabinu Mercury-Atlas 6 s astronautem Johnem Glennem, 23. února 1962.
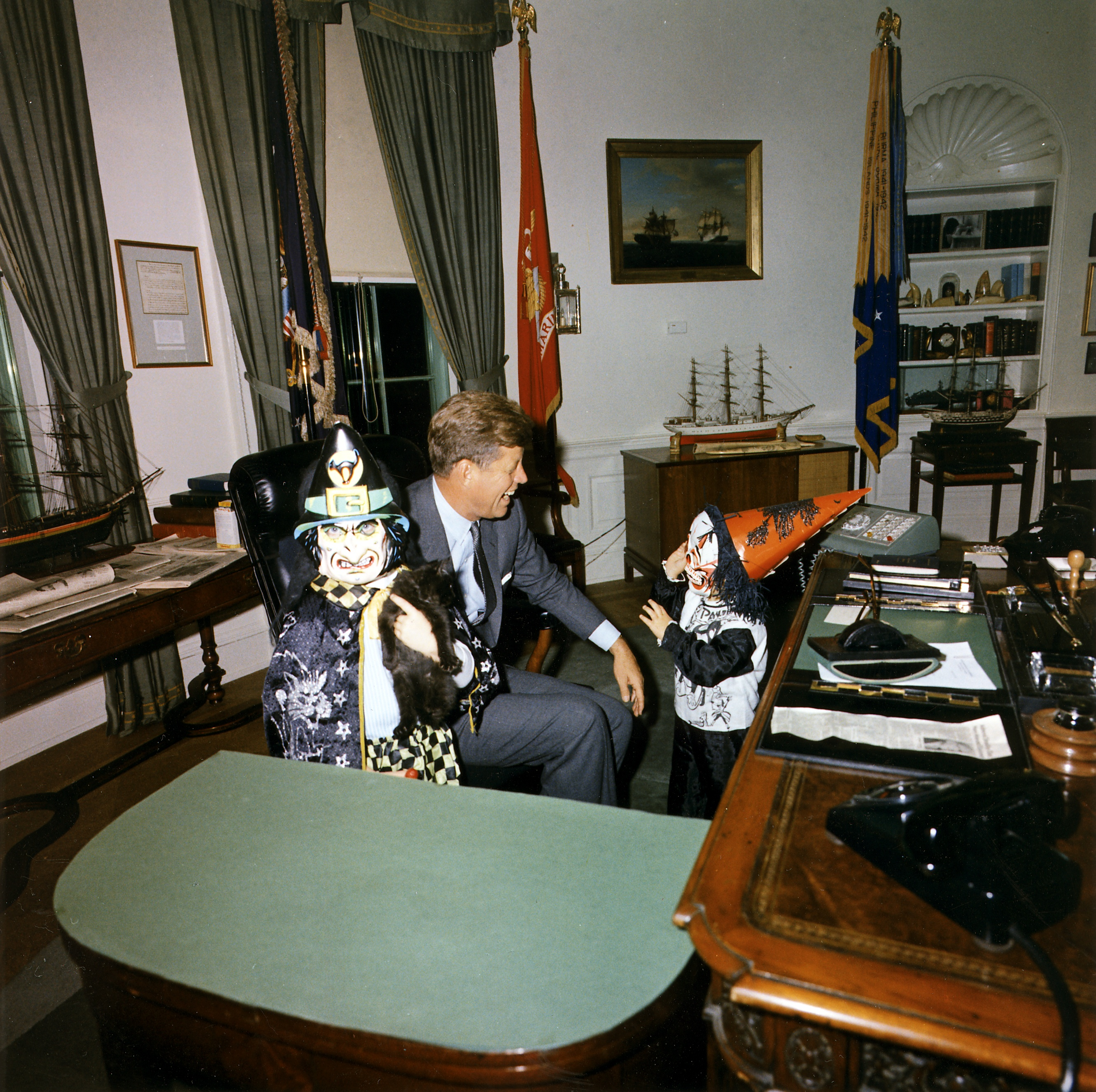
Návštěvníci během Halloweenu u prezidenta, americký prezident John F. Kennedy se svými dvěma dětmi v halloweenských kostýmech. Prezident Kennedy, John F. Kennedy junior, Caroline Kennedyová. Bílý dům, Oválná pracovna, 31. října 1963.
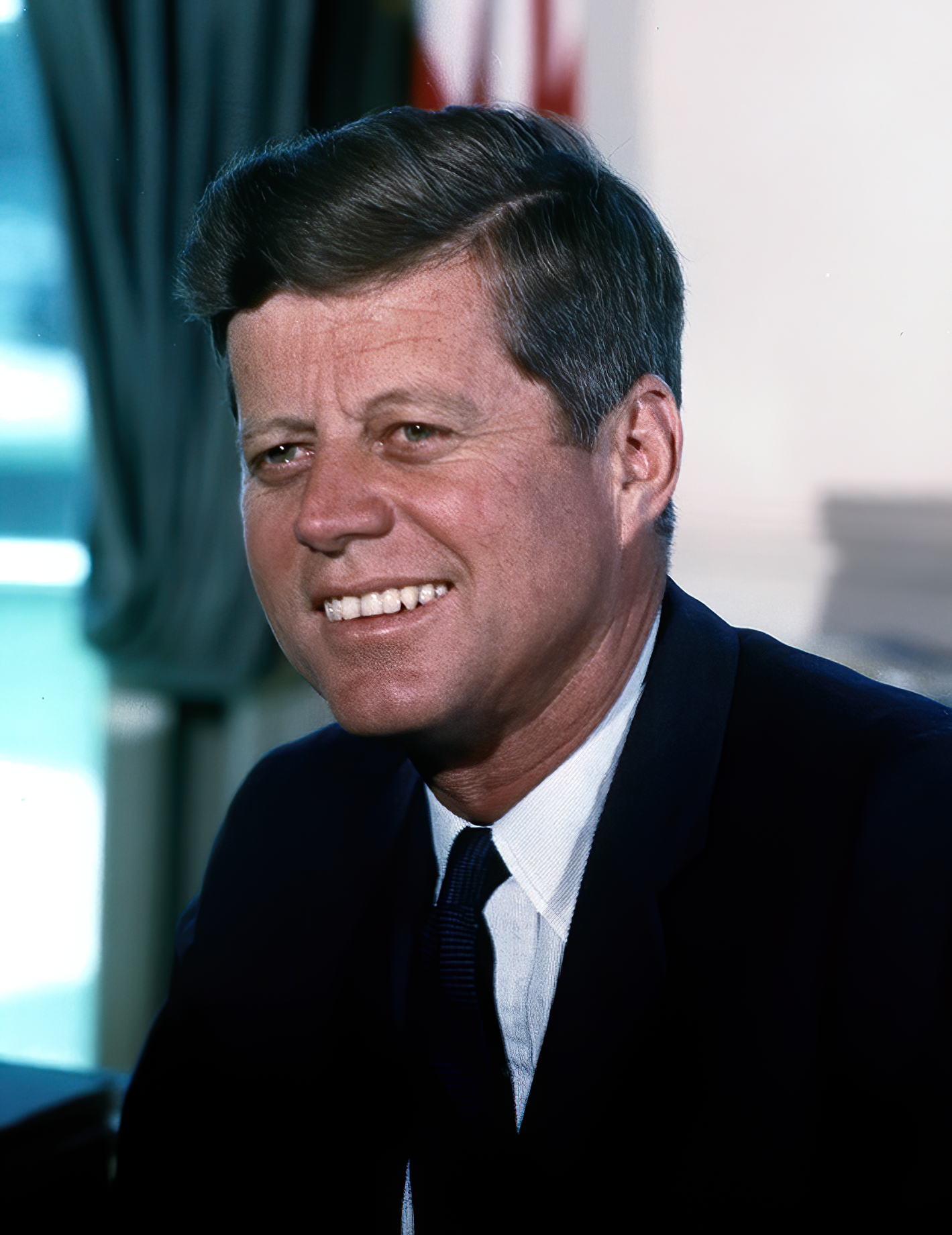
John F. Kennedy, fotografie v Oválné pracovně, 11. července 1963.
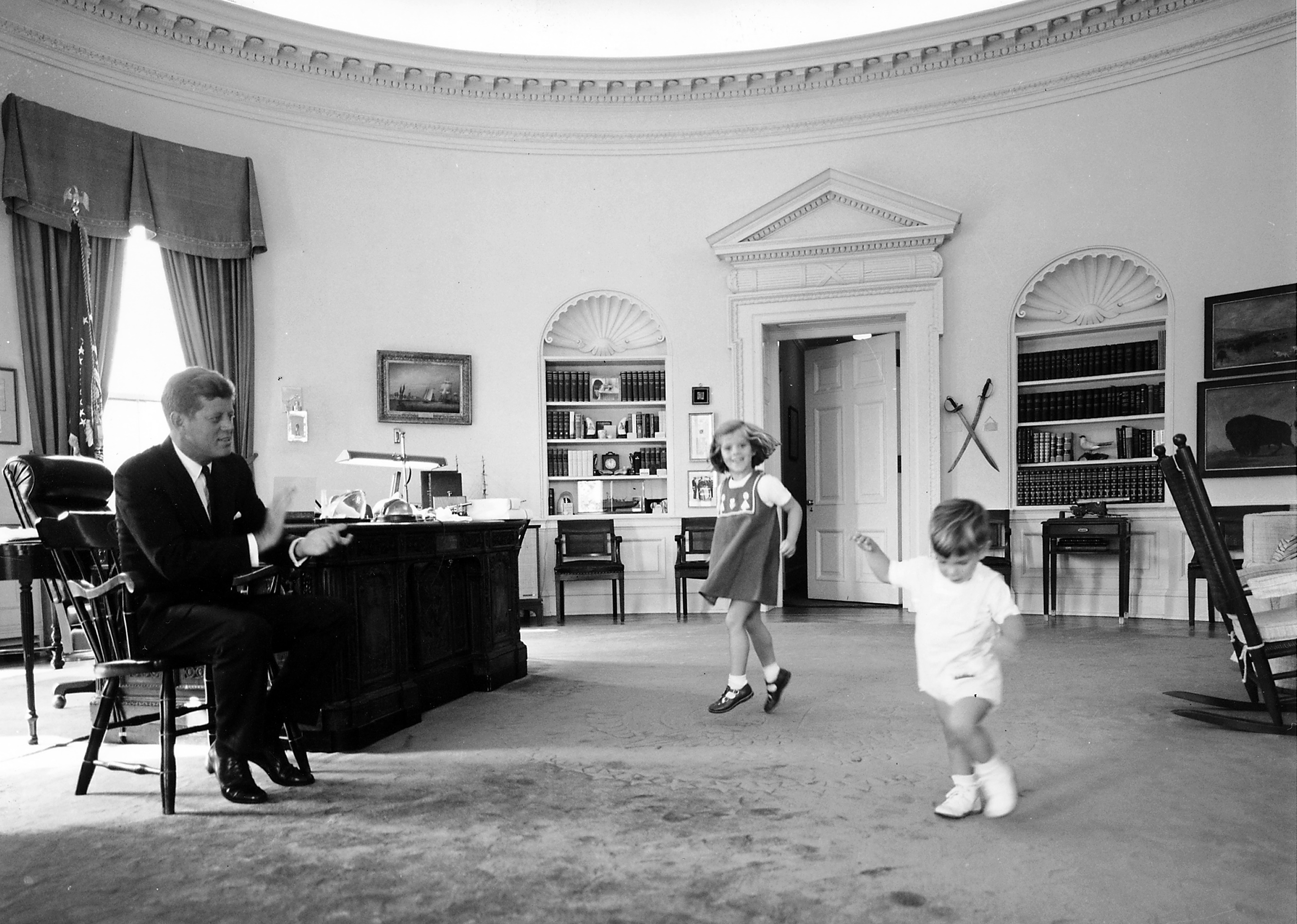
Kennedyho děti navštívily Oválnou pracovnu. Prezident Kennedy, Caroline Kennedy, John F. Kennedy junior, 10. října 1962.
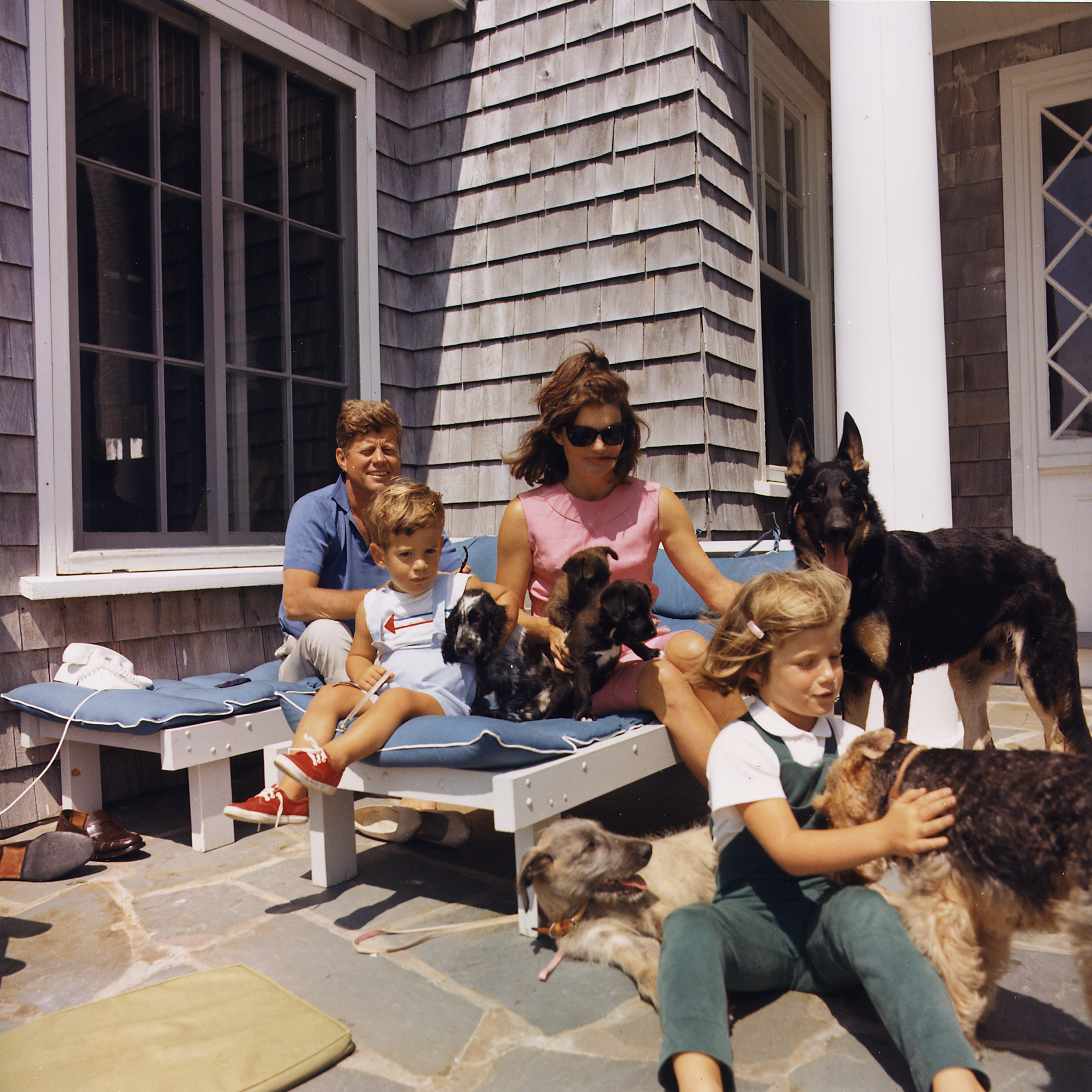
Víkend. Prezident Kennedy, John F. Kennedy junior, Mrs. Kennedy, Caroline Kennedy. Psi: Clipper (stojící), Charlie (s Caroline), Wolf (ležící), Shannon (s Johnem juniorem), dvě štěňátka Pushinky (s paní Kennedyovou), 14. srpna 1963.
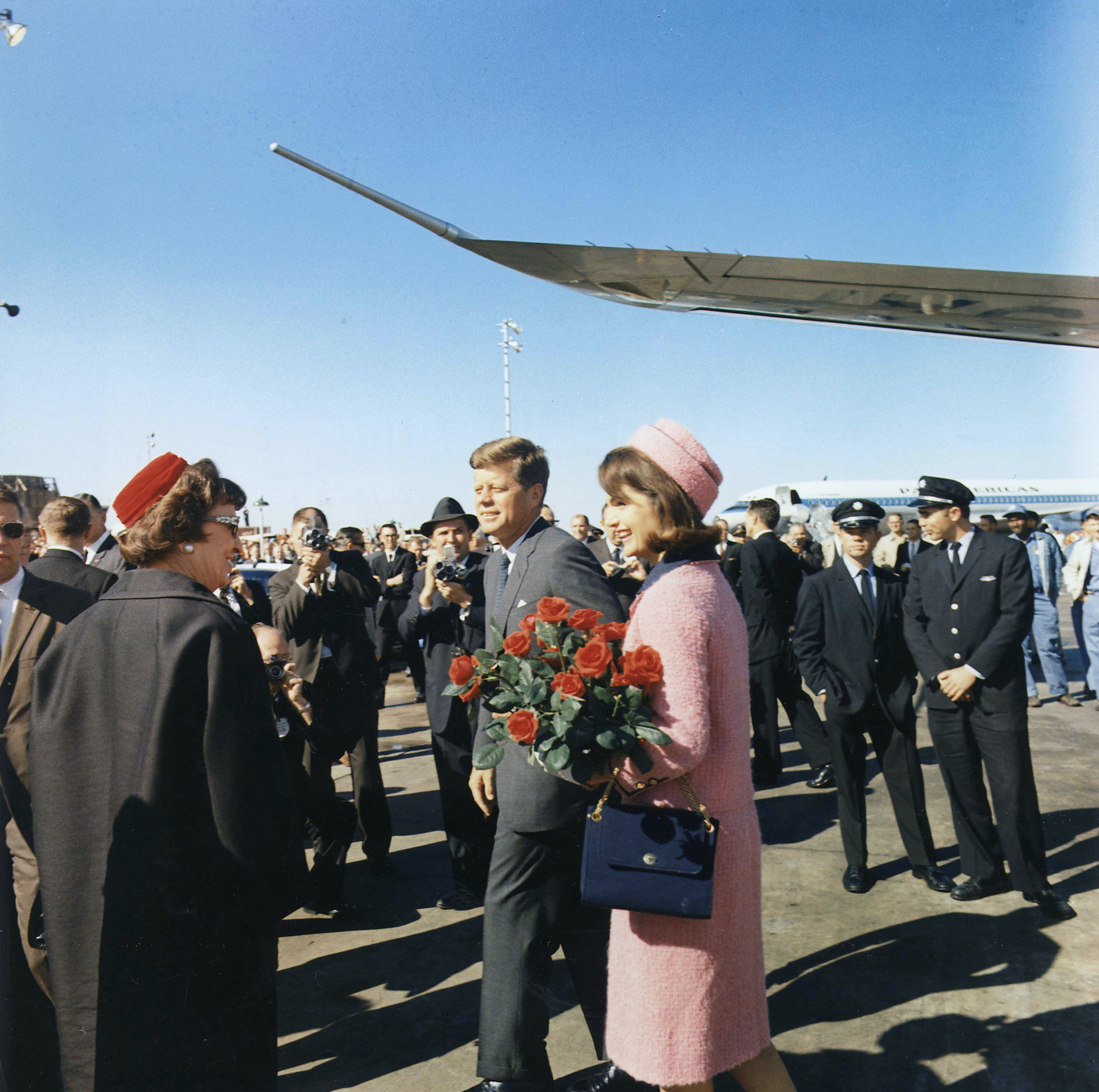
Prezident John F. Kennedy a Jacqueline Kennedyová dorazili na Love Field, Dallas, Texas. Kennedy byl téhož dne odpoledne zavražděn, 22. listopadu 1963.
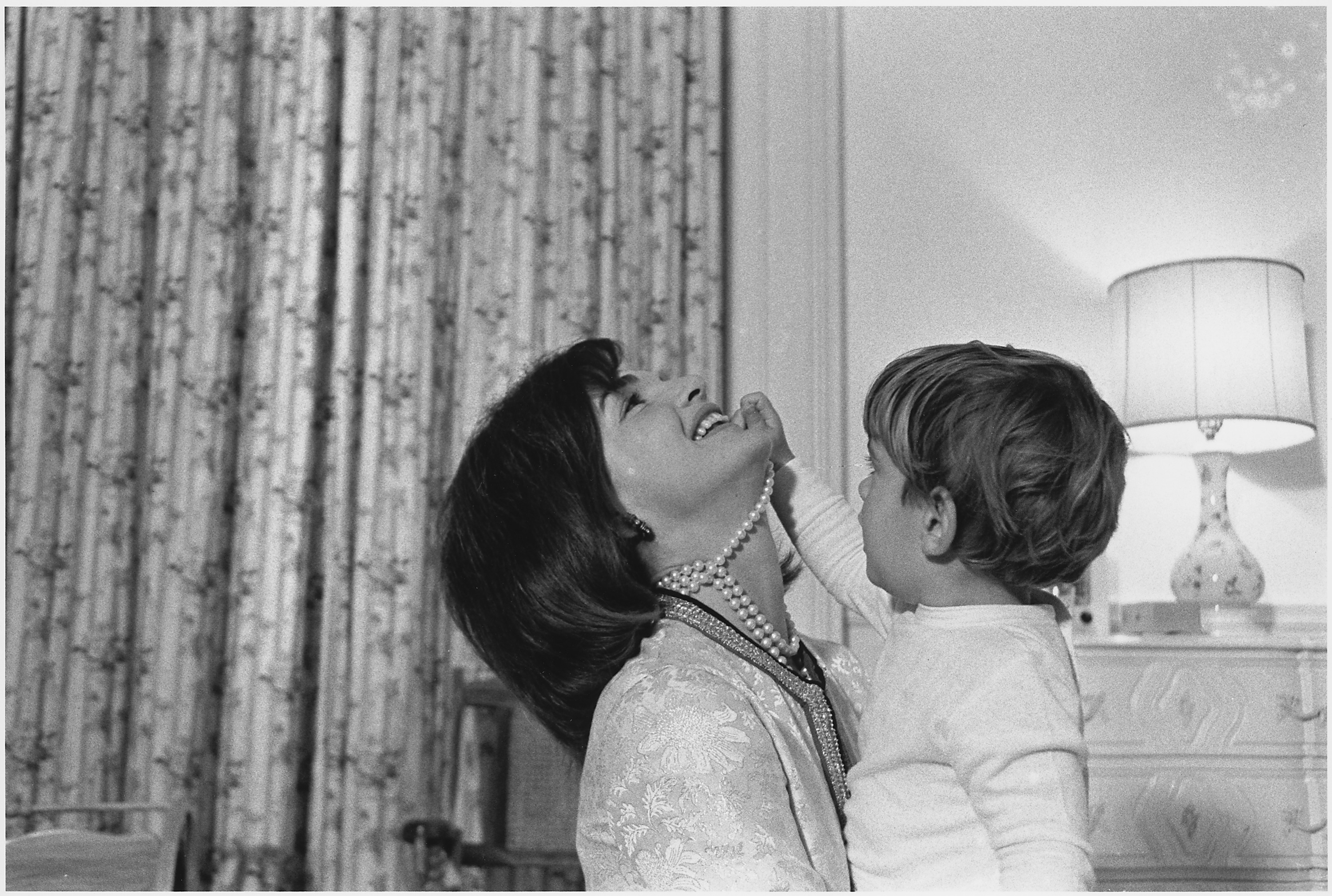
Paní Kennedyová, John F. Kennedy junior, Bílý dům, srpen 1962.
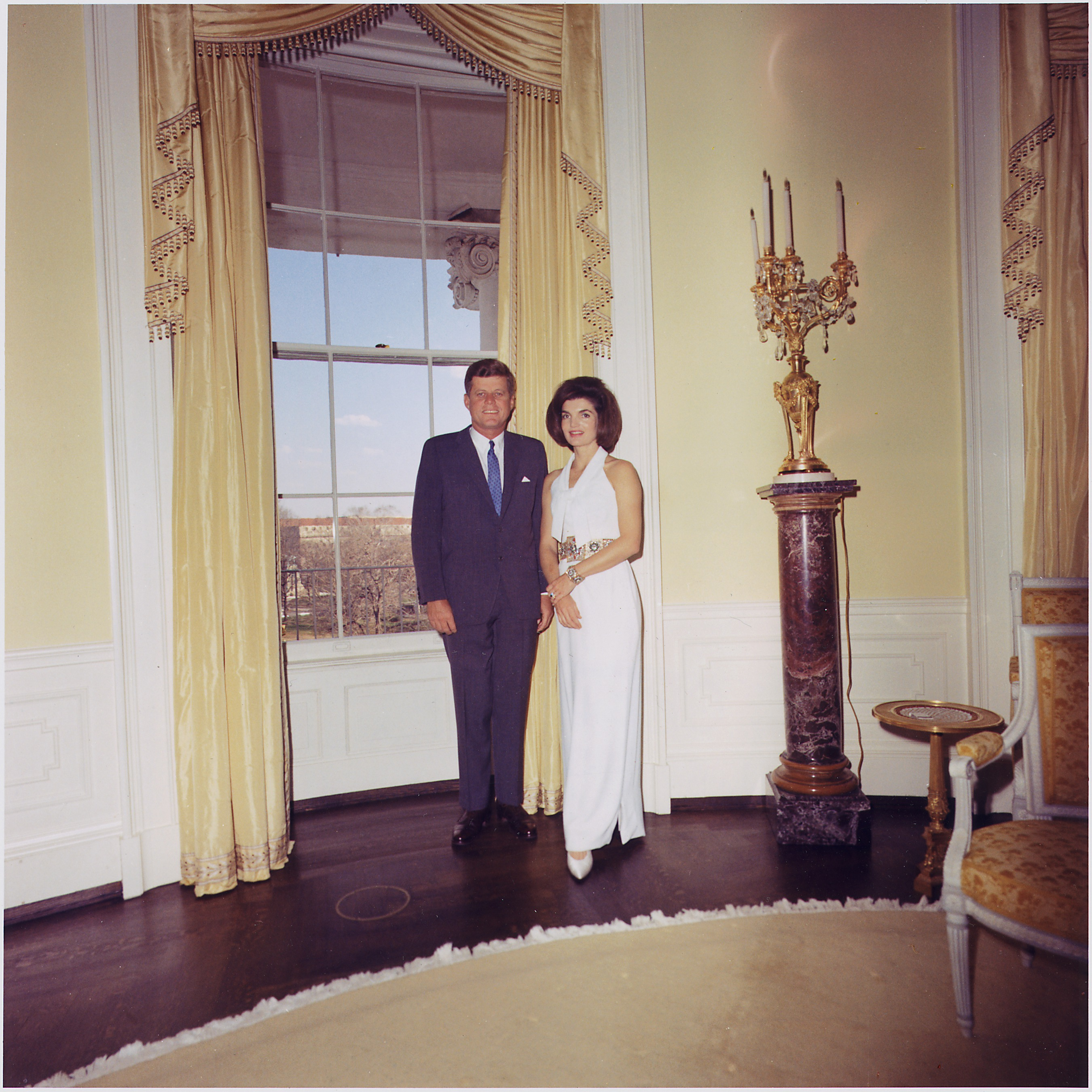
Prezident a první dáma, portrétní fotografie, Bílý dům, Yellow Oval Room, 28. března 1963.
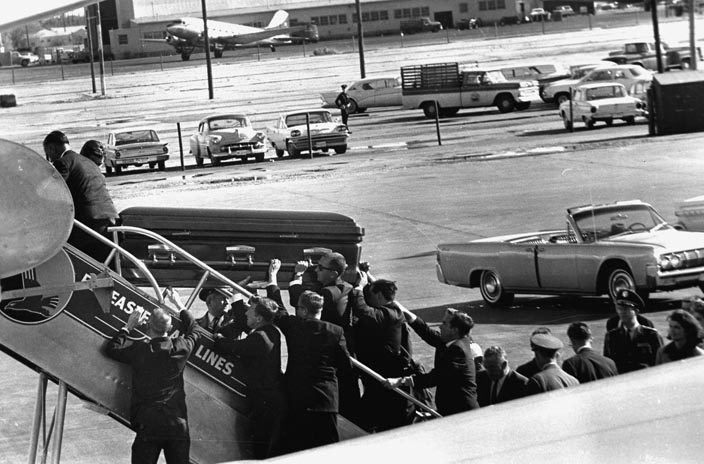
Agenti tajné služby a prezidentský personál nesou rakev Johna Kennedyho po schodech do Air Force One v Love Field, 22. listopadu 1963.
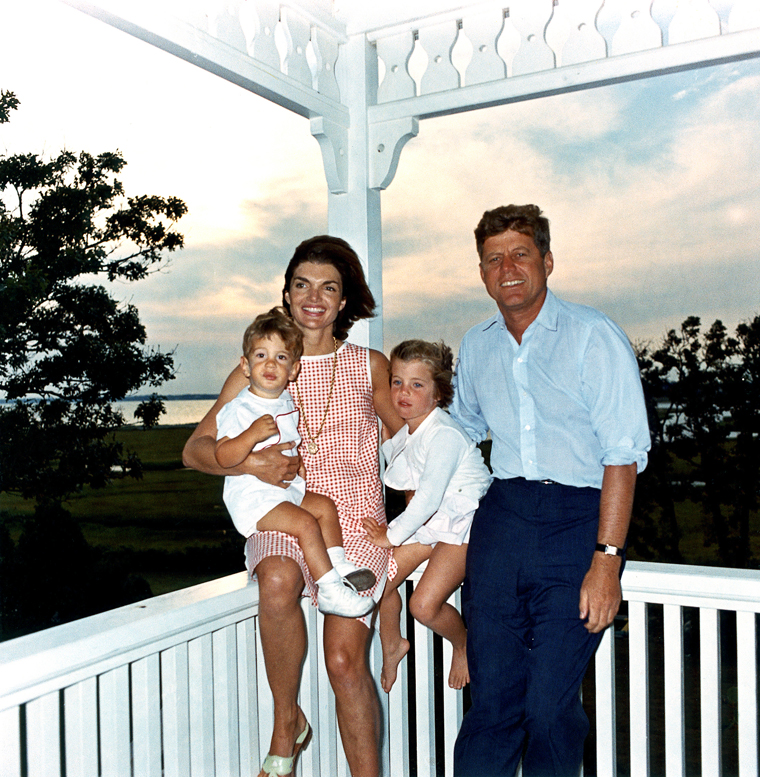
Prezident John F. Kennedy, první dáma Jacqueline Kennedyová se svými dětmi, Johnem juniorem a Caroline ve svém letním sídle na Hyannis Portu v Massachusetts. 4. srpna 1962.
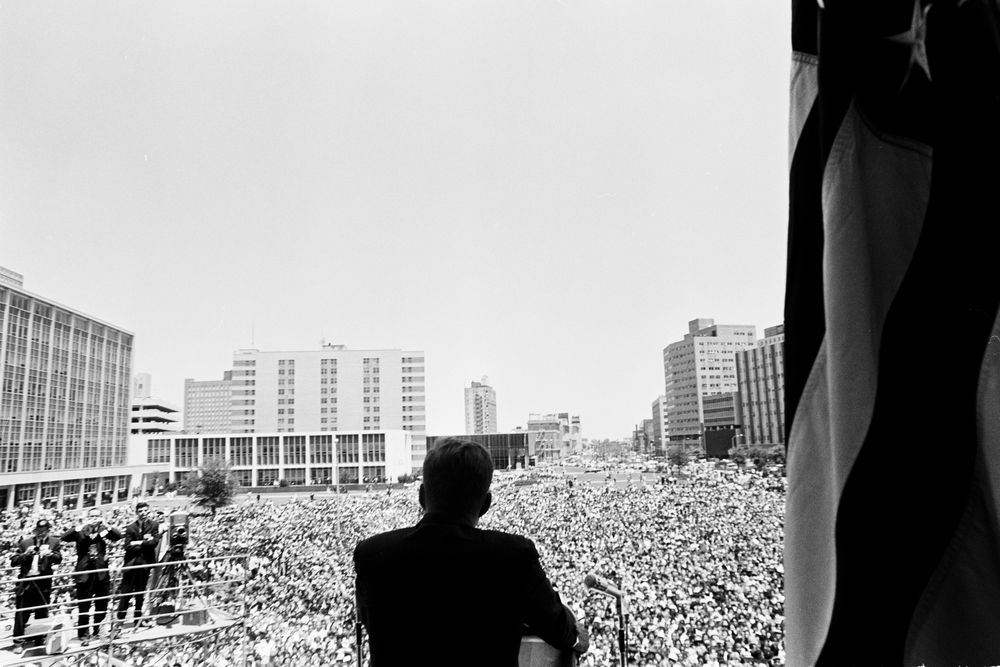
Prezident John F. Kennedy přednáší proslov velkému davu lidí na City Hall Plaza, z balkónu City Hall v New Orleans, Louisiana, květen 1962.
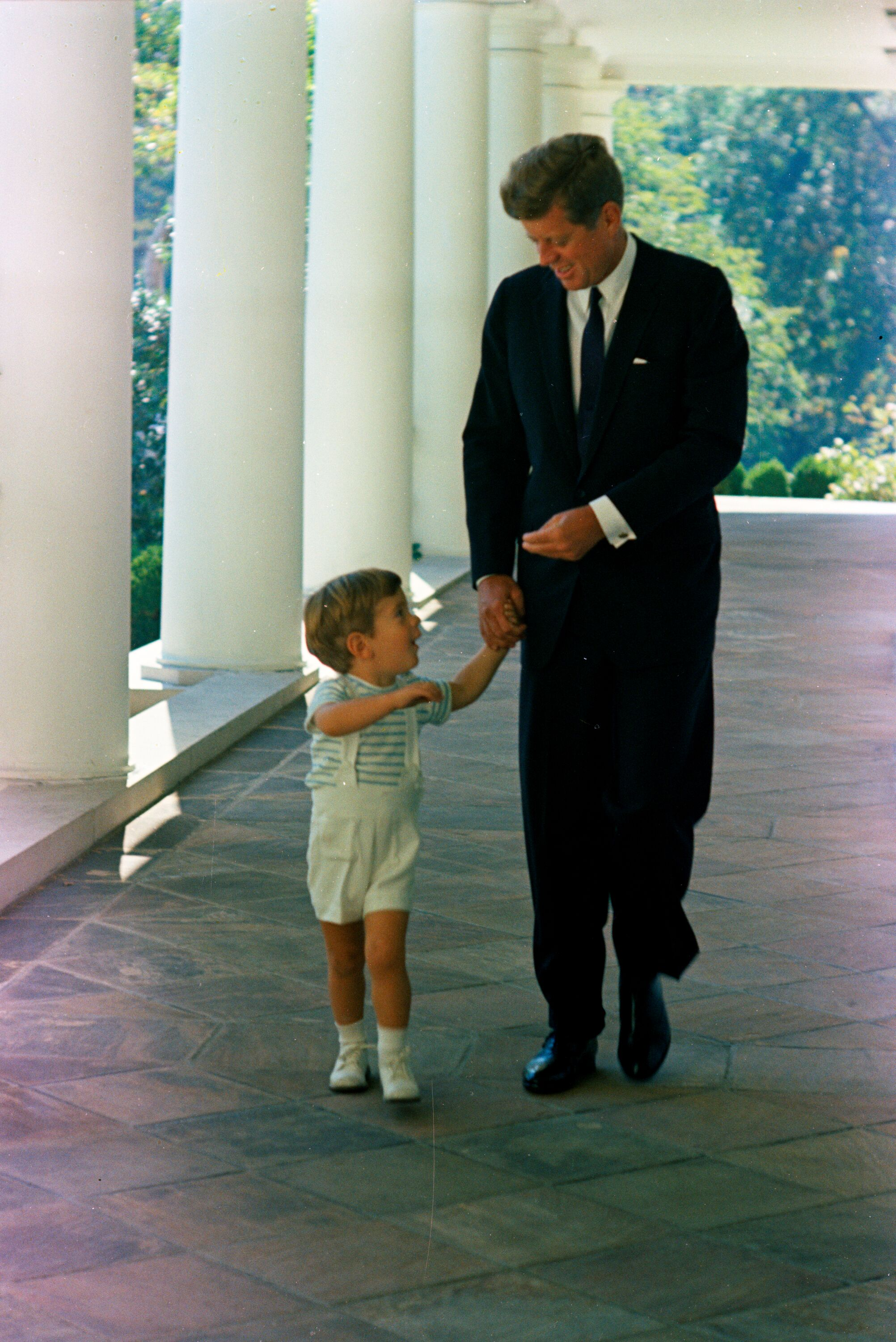
Prezident John F. Kennedy s Johnem Kennedym mladším, 1963.
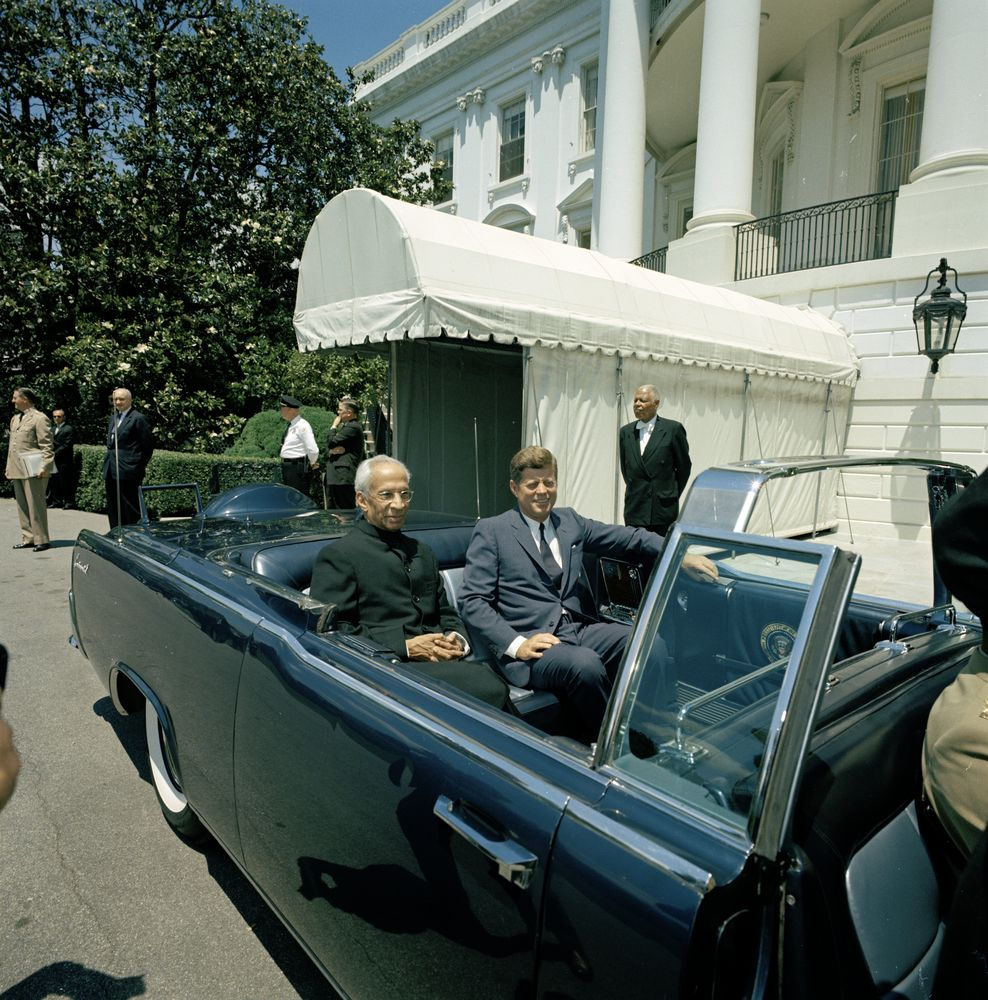
Prezident John F. Kennedy a prezident Indie, Dr. Sarvepalli Radhakrishnan, sedí na zadním sedadle prezidentské limuzíny (kabriolet Lincoln-Mercury Continental) před průvodem na počest prezidenta Radhakrishnana. Bílý dům, Washington, 4. června 1963.
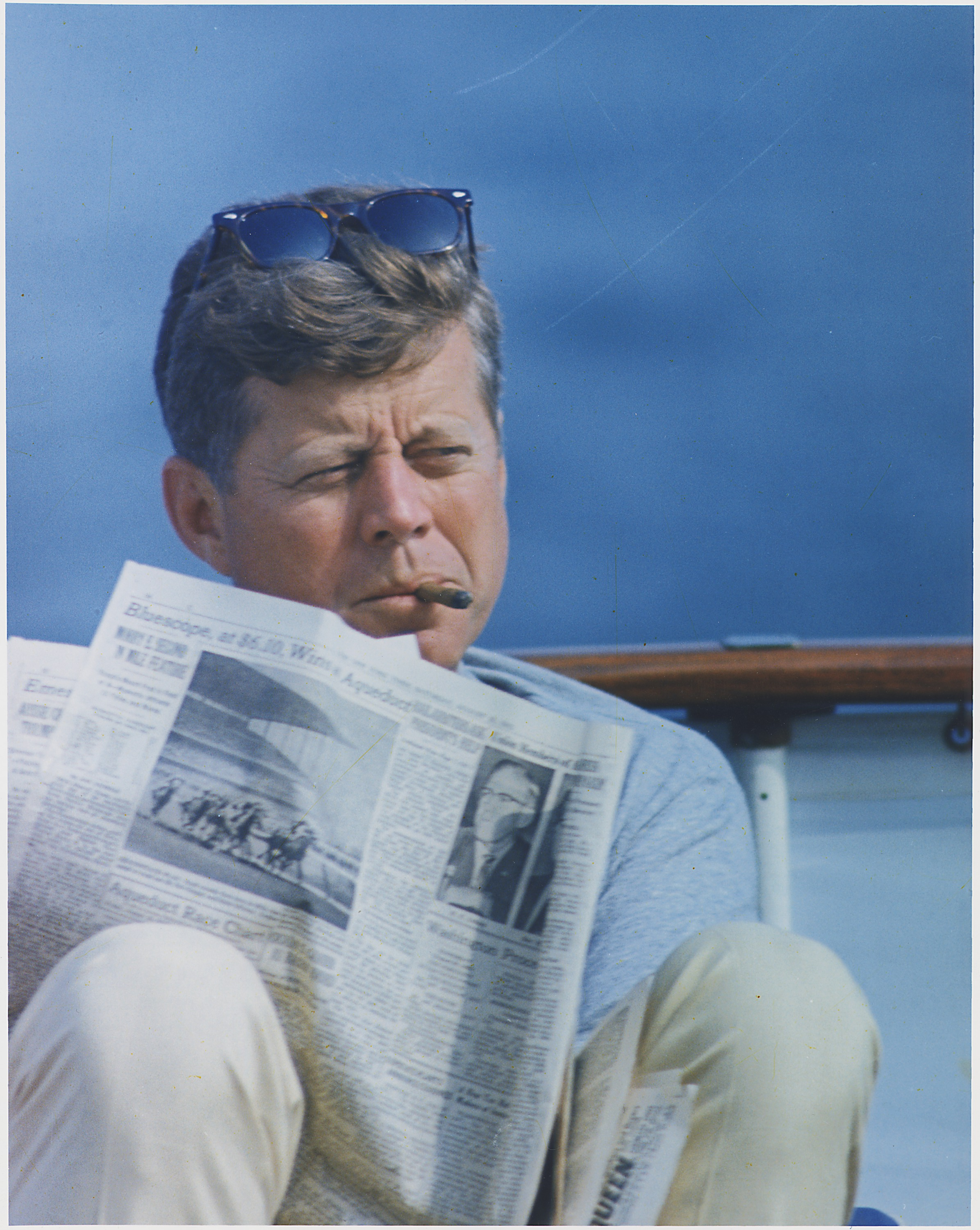
Víkend v Hyannis Portu, Massachusetts. Prezident Kennedy s doutníkem a novinami New York Times na palubě jachty Honey Fitz. 31. srpna 1963.
John F. Kennedy junior se štěňátkem, Hyannisport, Squaw Island, 3. srpna 1963.
Prezidentova cesta po západních státech - vystoupení prezidenta Kennedyho na pódiu před publikem. Las Vegas, Kongresové centrum, 28. září 1963.
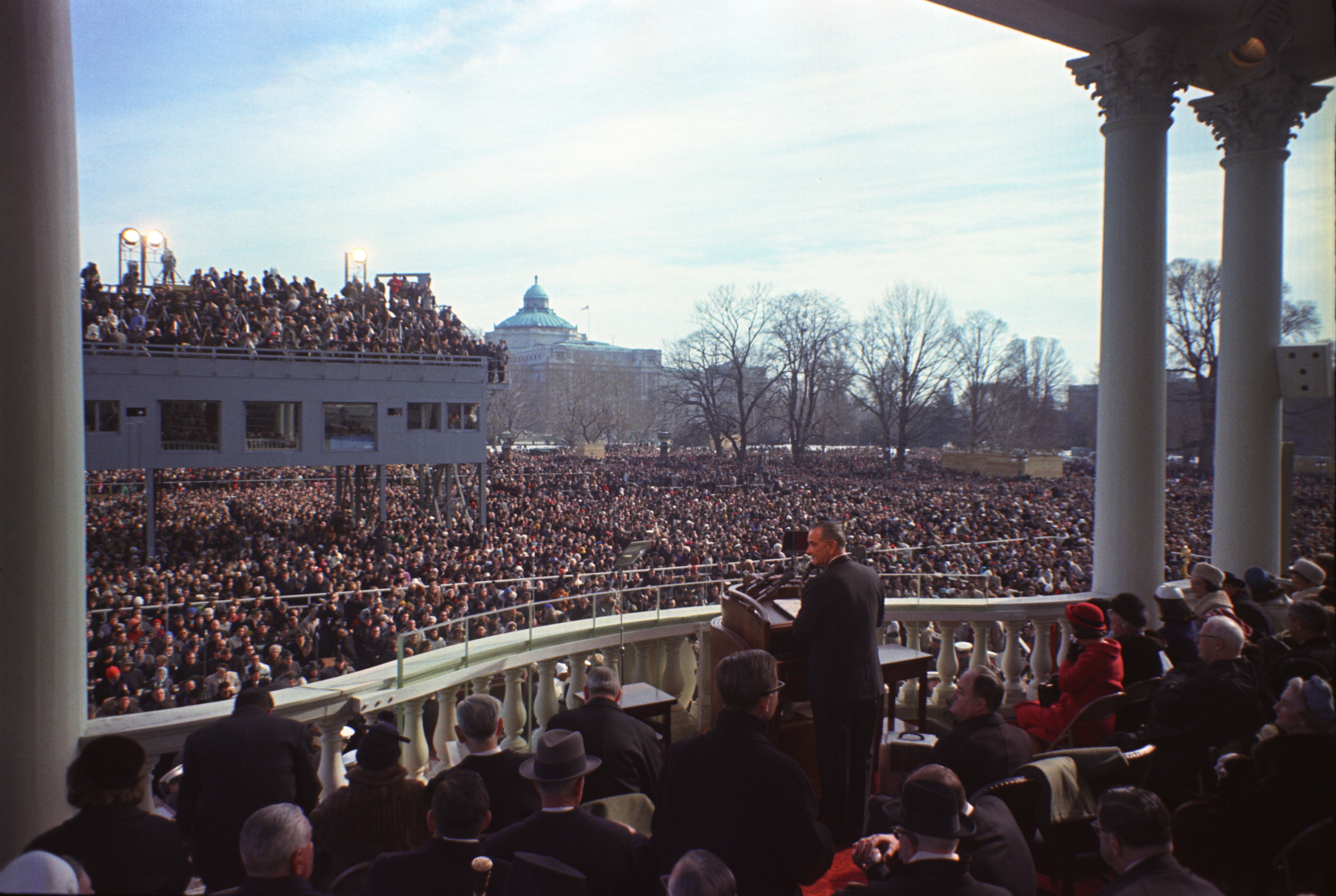
Prezident Lyndon B. Johnson přednáší svůj inaugurační proslov, 20. ledna 1965.